# Palazzetto dello Sport (Rovigo)
Il Palazzetto dello Sport è un impianto sportivo di Rovigo.
Caratterizzato da una struttura in calcestruzzo a pianta circolare ospita le partite casalinghe della Beng Rovigo Volley, società di pallavolo femminile, e delle società rodigine di pallacanestro,in particolare la società di basket femminile Rhodigium e calcio a 5.